# Vojska Republike Srpske
Die Armee der Republika Srpska (serbisch Војска Републике Српске Vojska Republike Srpske, kurz BPC/VRS) umfasste von 1992 bis 2006 die Streitkräfte der Republika Srpska innerhalb von Bosnien und Herzegowina. Die VRS entstand aus den in Bosnien und Herzegowina stationierten Truppen der Jugoslawischen Volksarmee und blieb de facto Teil der ihr nachfolgenden Armee Jugoslawiens (VJ).
Eines der „strategischen Ziele“ der VRS während des Bosnienkrieges 1992 bis 1995 war die Trennung der „nationalen Gemeinschaften“ in Bosnien-Herzegowina durch die Schaffung getrennter „nationaler Territorien“ mit ethnisch „ungemischten“ Gemeinden. Dazu verwendete sie als militärische Taktik gezielt Kriegsverbrechen und ethnische Säuberungen an der bosniakischen und kroatischen Zivilbevölkerung (z. B. Massaker von Srebrenica, Tuzla-Massaker).

## Geschichte
Die VRS wurde 1992 aus in Bosnien stationierten Teilen der jugoslawischen Volksarmee und irregulären Verbänden mit Unterstützung von Slobodan Milošević von Radovan Karadžić zur Verteidigung serbischer Interessen in Bosnien und Herzegowina gegründet und von Ratko Mladić geführt. In der Militäroperation Korridor '92 gelang es der VRS, eine Verbindung zwischen den serbisch kontrollierten Gebieten im Westen und Osten Bosniens zu schaffen.
Die VRS eroberte bis November 1992 fast 70 % des bosnischen Staatsgebietes. Von 1993 an führte die Armee mehrere Operationen im Gebiet Igman und Bjelašnica.
1994 wurden Goražde und Bihać mehrfach angegriffen, eine Eroberung scheiterte.
Während des Bosnienkrieges betrug die Truppenstärke der VRS bis zu 85.000 Mann. Den überwiegenden Teil der Offiziere und Soldaten stellten bosnische Serben, daneben nahmen serbische paramilitärische Verbände und ausländische (unter anderem russische und griechische) Freiwillige auf Seiten der VRS am Krieg teil. Nur wenige Bosniaken und Kroaten kämpften in der VRS, so Major Ismet Đuherić und seine Kompanie „Meša Selimović“ im Norden des Landes um Teslić und Derventa.
Der VRS werden zahlreiche Kriegsverbrechen vorgeworfen, unter anderem das 1995 verübte Massaker von Srebrenica.
Nach dem Krieg wurde die VRS von Generalmajor Cvetko Savić geleitet. Zuletzt war sie in vier Korps mit insgesamt etwa 10.000 Mann gegliedert.
2006 wurde die VRS ebenso wie die (bosniakisch-kroatische) Armee der Föderation Bosnien und Herzegowina aufgelöst und in eine gemeinsame Armee überführt. Die Tradition der VRS wird vom 3. Infanterieregiment der OSBiH fortgesetzt. So enthält das Regimentsabzeichen auf den Uniformen eine serbische Fahne.
Die Ende 2005 begonnene Militärreform wurde im Dezember 2007 weitgehend abgeschlossen.

### Ausländische Freiwillige
Insgesamt kämpften etwa 4.000 ausländische Kämpfer orthodoxen Glaubens im Bosnienkrieg an der Seite ihrer serbischen Glaubensbrüder. Von 1992 bis 1995 war die Griechische Freiwilligen-Garde aktiv und mit dem 5. Drina-Korps der VRS vor und während des Massakers von Srebrenica vor Ort. Bei der Belagerung von Sarajevo 1992 kämpften rumänische und ukrainische Freiwillige sowie 1993 bis 1994 auch russische Freiwillige unter dem Kommando von Alexander Shkrabov. Allein etwa 700 Russen kämpften für die bosnisch-serbische Armee, so dass zwei Armeeeinheiten gebildet wurden. Die militärisch effektivste Einheit waren die Zaristischen Wölfe unter dem Kommando von Alexander Mukharev, mit einer Kompanie Kosaken unter Alexander Zagrebov. Eine weitere russische Einheit wurde im September 1992 bei Višegrad von Valery Vlasenko gegründet und ebenfalls eine von Alexander Alexandrov.

## Organisation

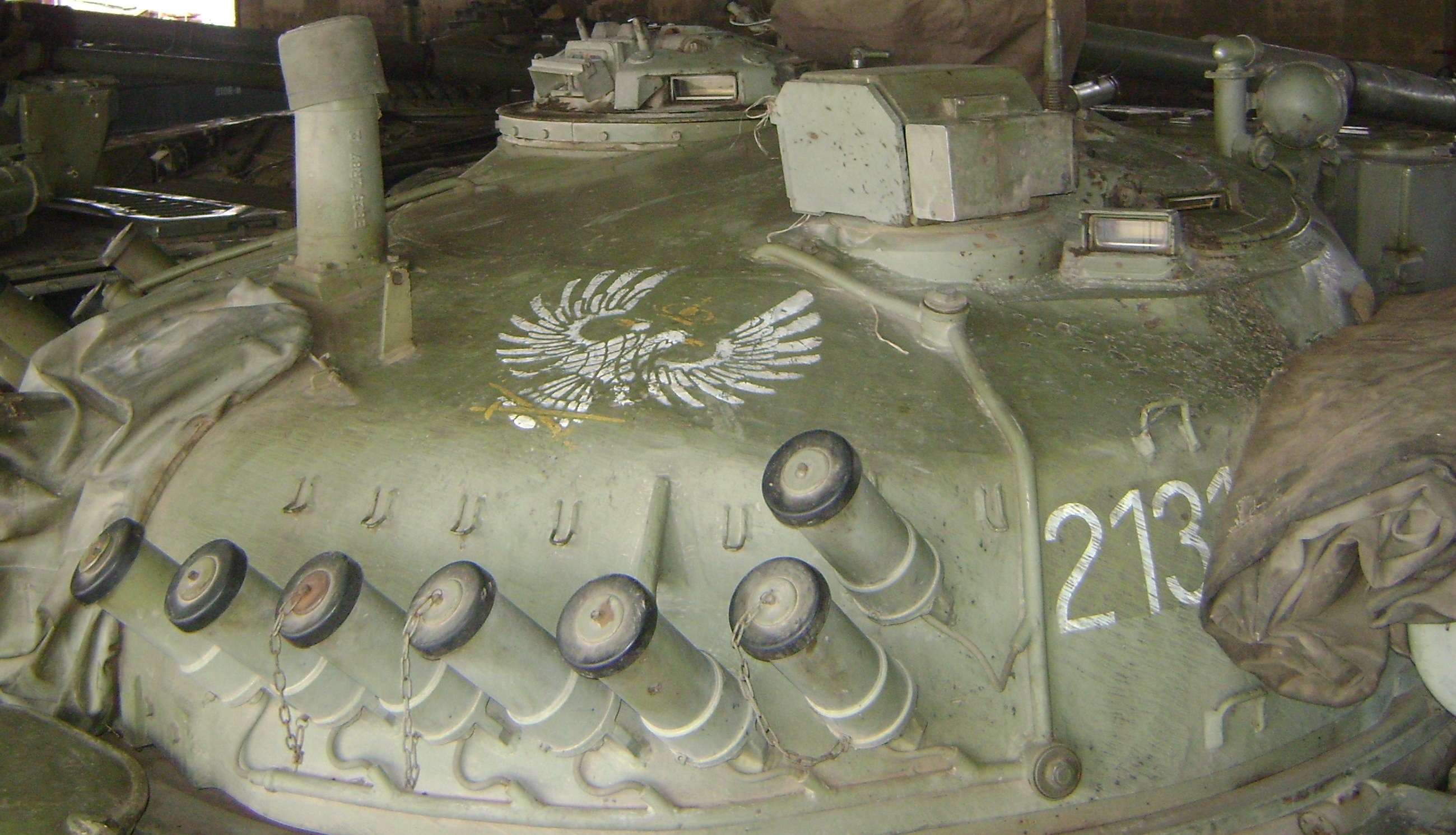
Wappen der VRS am Turm eines M-84-Panzers

### Landstreitkräfte
Organisation während des Krieges (1993)
1. Krajina-Korps – Banja Luka
016. Motorisierte Brigade
027. Motorisierte Brigade
043. Motorisierte Brigade
041. Infanteriedivision
007. Infanteriebrigade
145. motorisierte Brigade
149. Infanteriebrigade
417. Artillerieregiment
005. Luftverteidigungsregiment
552. technisches Regiment
2. Krajina-Korps – Drvar
004. bewaffnete Brigade
012. motorisierte Brigade
140. motorisierte Brigade
257. motorisierte Brigade
010. Luftverteidigungsregiment
3. nordbosnisches Korps – Bijeljina
002. motorisierte Brigade
195. motorisierte Brigade
006. Infanteriebrigade
011. Infanteriebrigade
029. Infanteriebrigade
454. Artillerieregiment
017. Luftverteidigungsregiment
017. technisches Regiment
4. ostbosnisches Korps (Sarajevo-Romanija-Korps) – Han Pijesak
005. motorisierte Brigade
006. motorisierte Brigade
010. motorisierte Brigade
049. motorisierte Brigade
145. motorisierte Brigade
437. motorisierte Brigade
019. Gebirgsbrigade
215. Gebirgsbrigade
208. Artillerieregiment
004. Luftverteidigungsregiment
5. Herzegowina-Korps – Bileća
473. motorisierte Brigade
145. motorisierte Brigade
013. motorisierte Brigade
008. motorisierte Brigade
005. Gebirgsbrigade

### Luftstreitkräfte
Banja Luka
092. mabr (mješovita avijacijska brigada Gemischte Luftbrigade)
238. lbae (lovačko bombarderska eskadrila „Risovi Vrbasa“ – Jagdbombergeschwader „Vrbas Lynxe“).
252. lbae (lovacko bombarderska eskadrila „Kurjaci sa Ušća“ – Jagdbombergeschwader „Die Wölfe der Flussmündung“).
092. levn (laka eskadrila višestruke namjene – Leichtes Geschwader).
089. mhe (mešovita helikopterska eskadrila – Gemischtes Hubschraubergeschwader).

## Ausrüstung

### Landstreitkräfte
Ausrüstung ca. 1995
Fahrzeuge

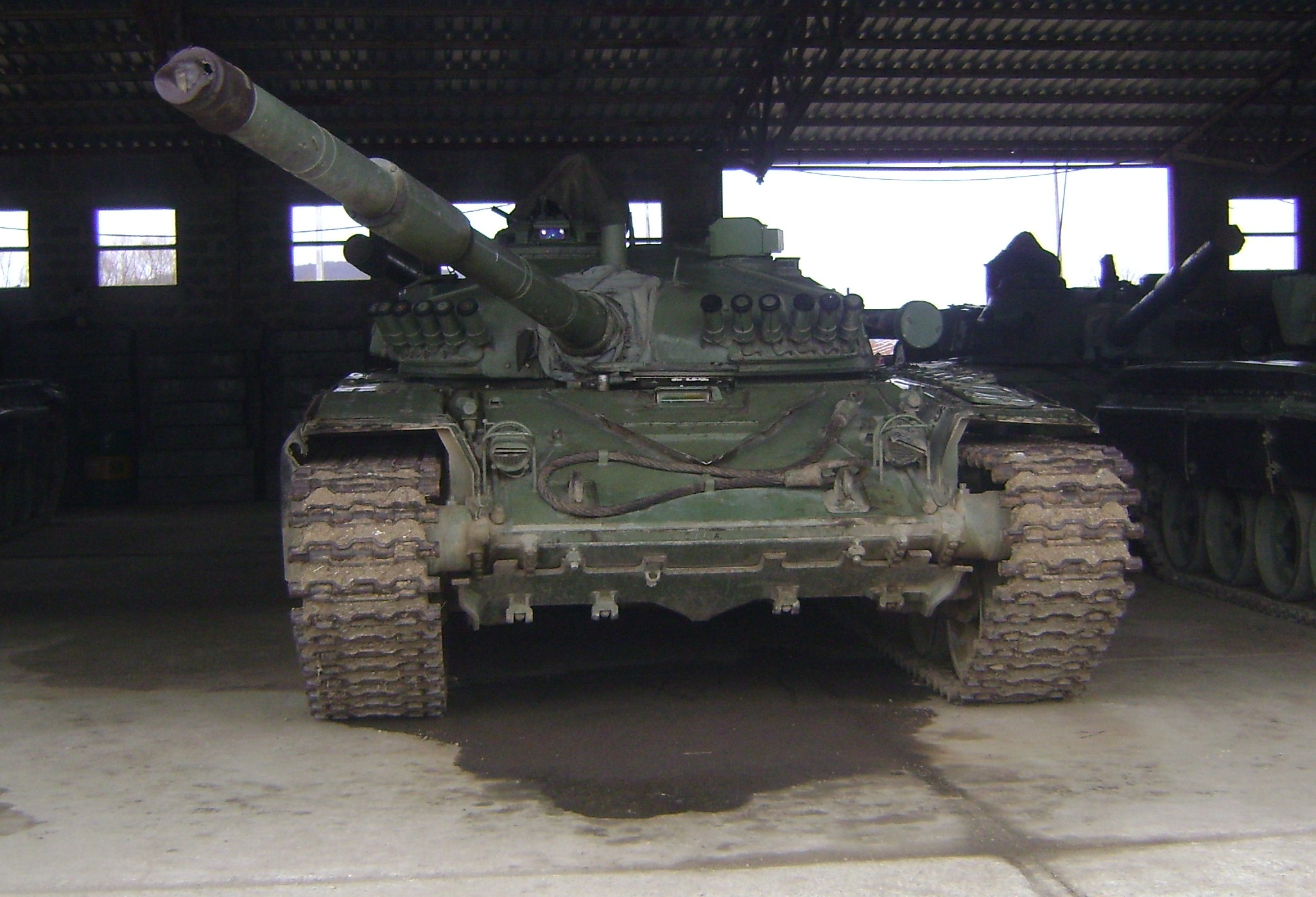
M-84

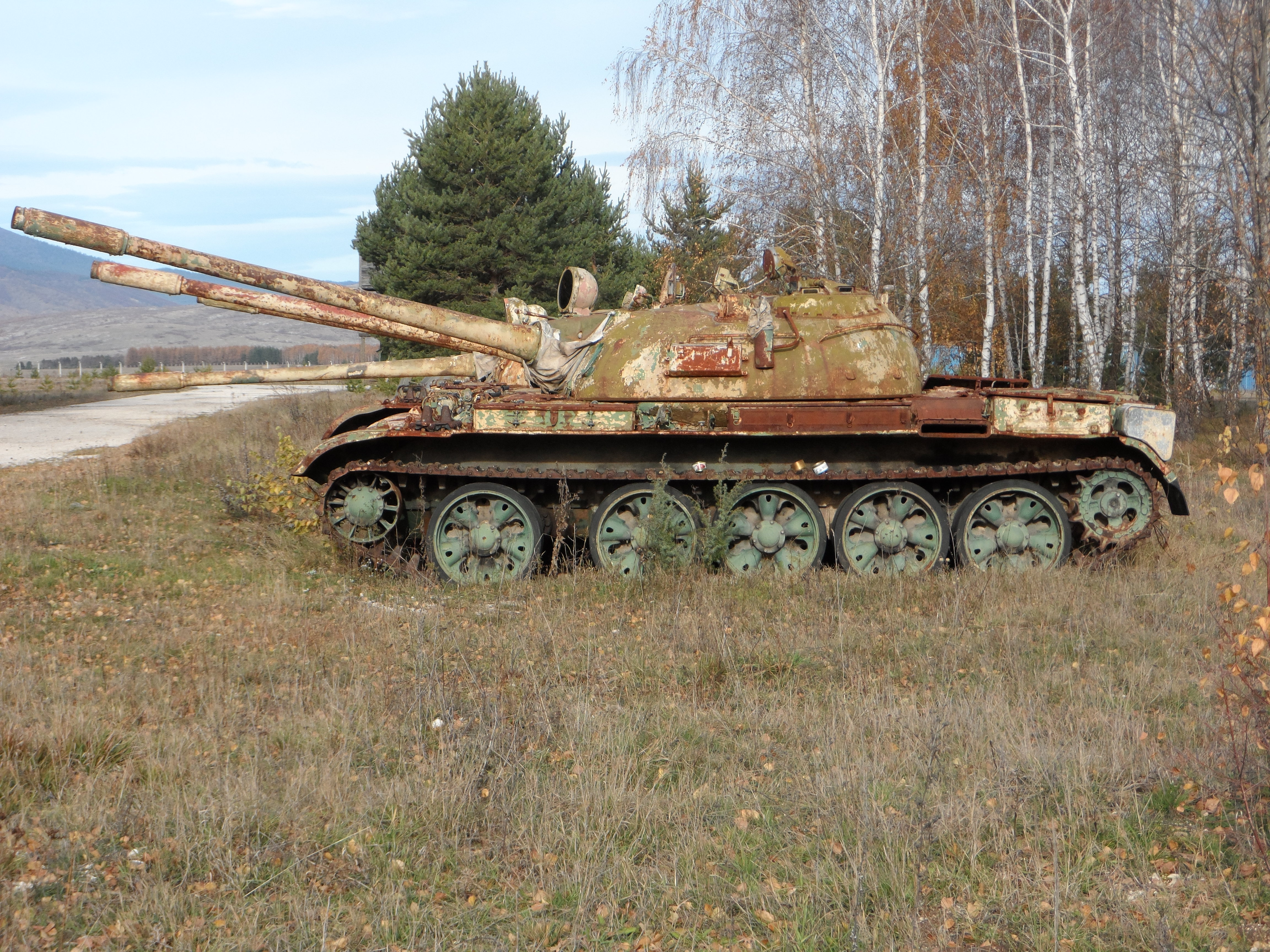
T-55

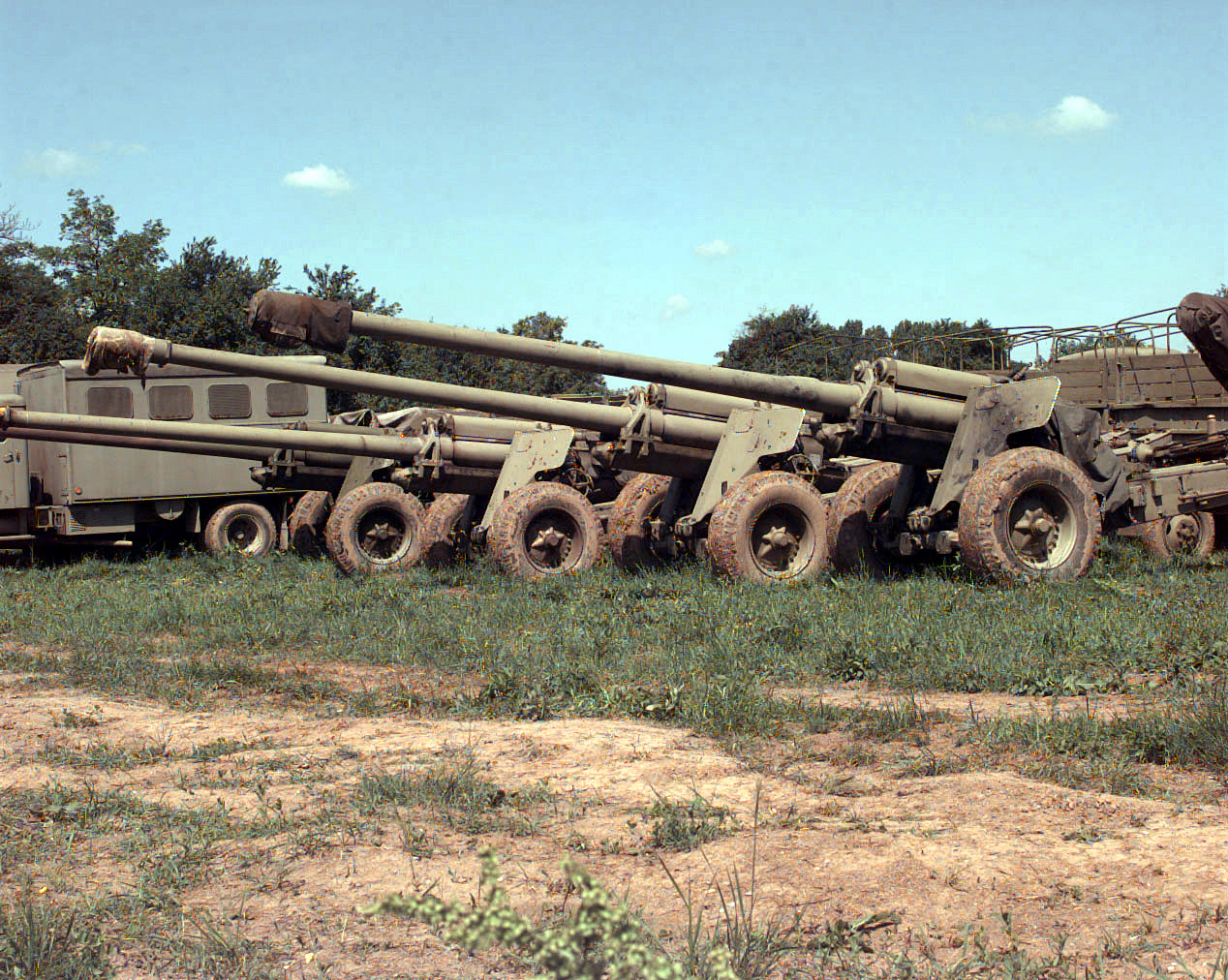
M-46-Geschütze

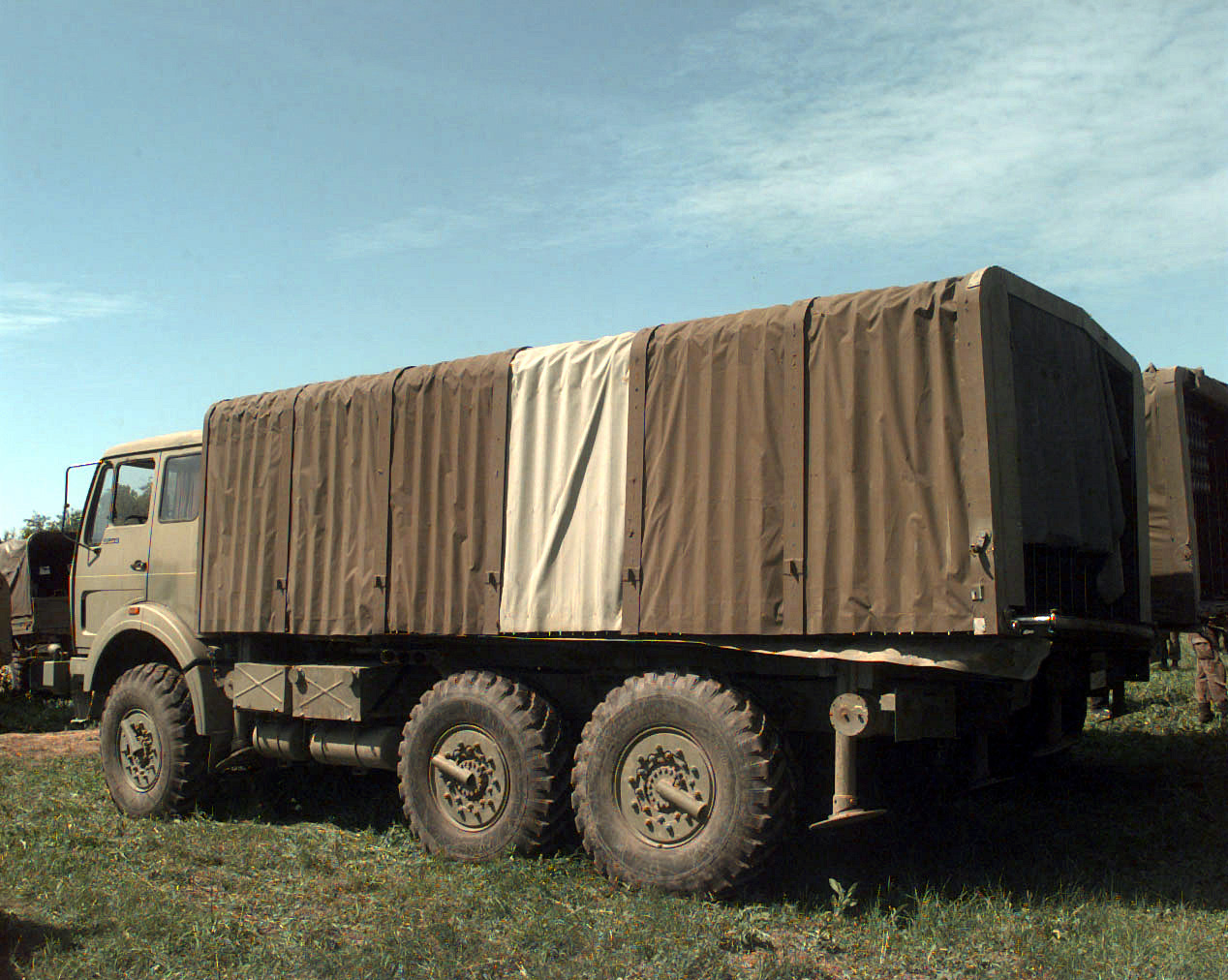
M-77 Oganj

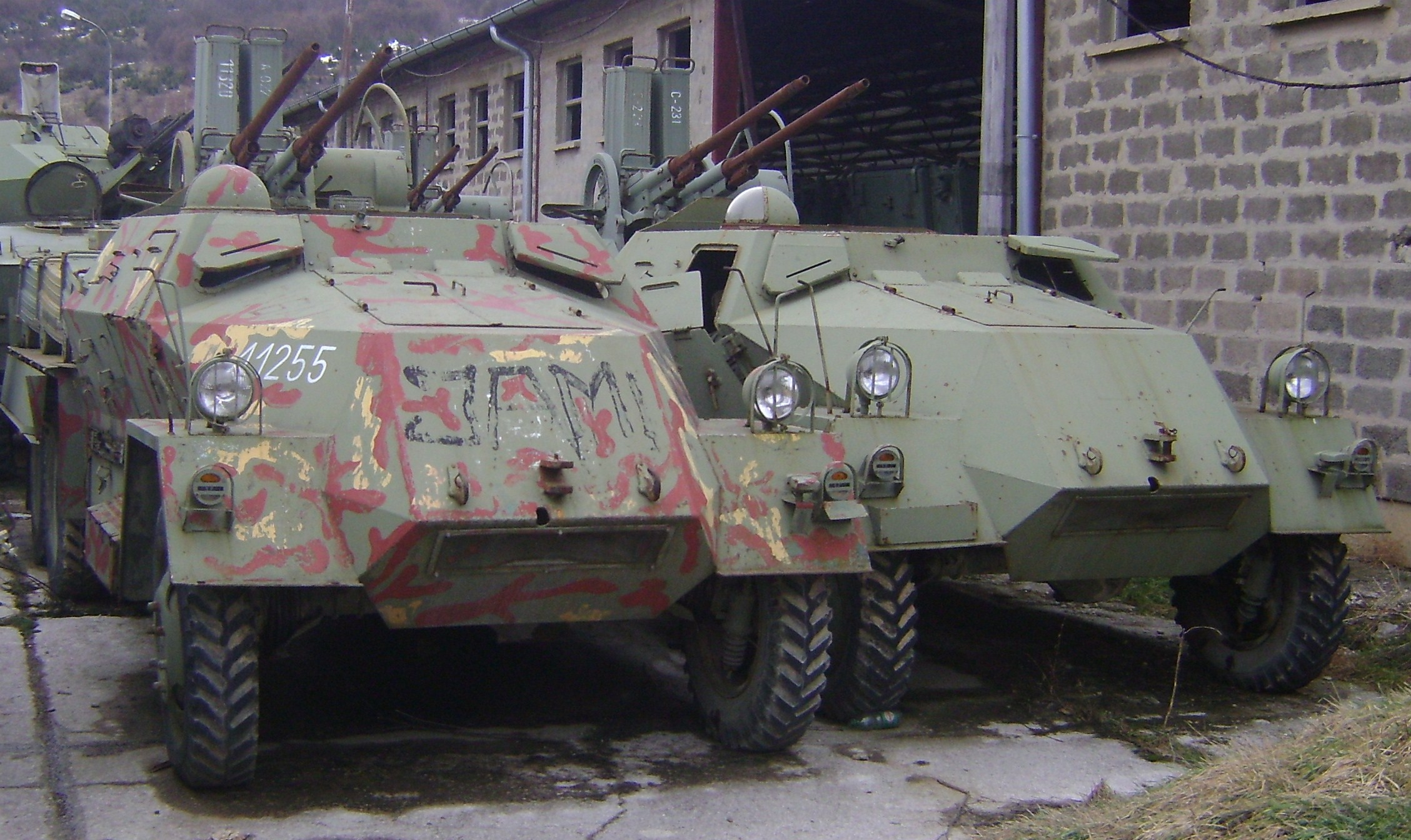
M53/59 Praga

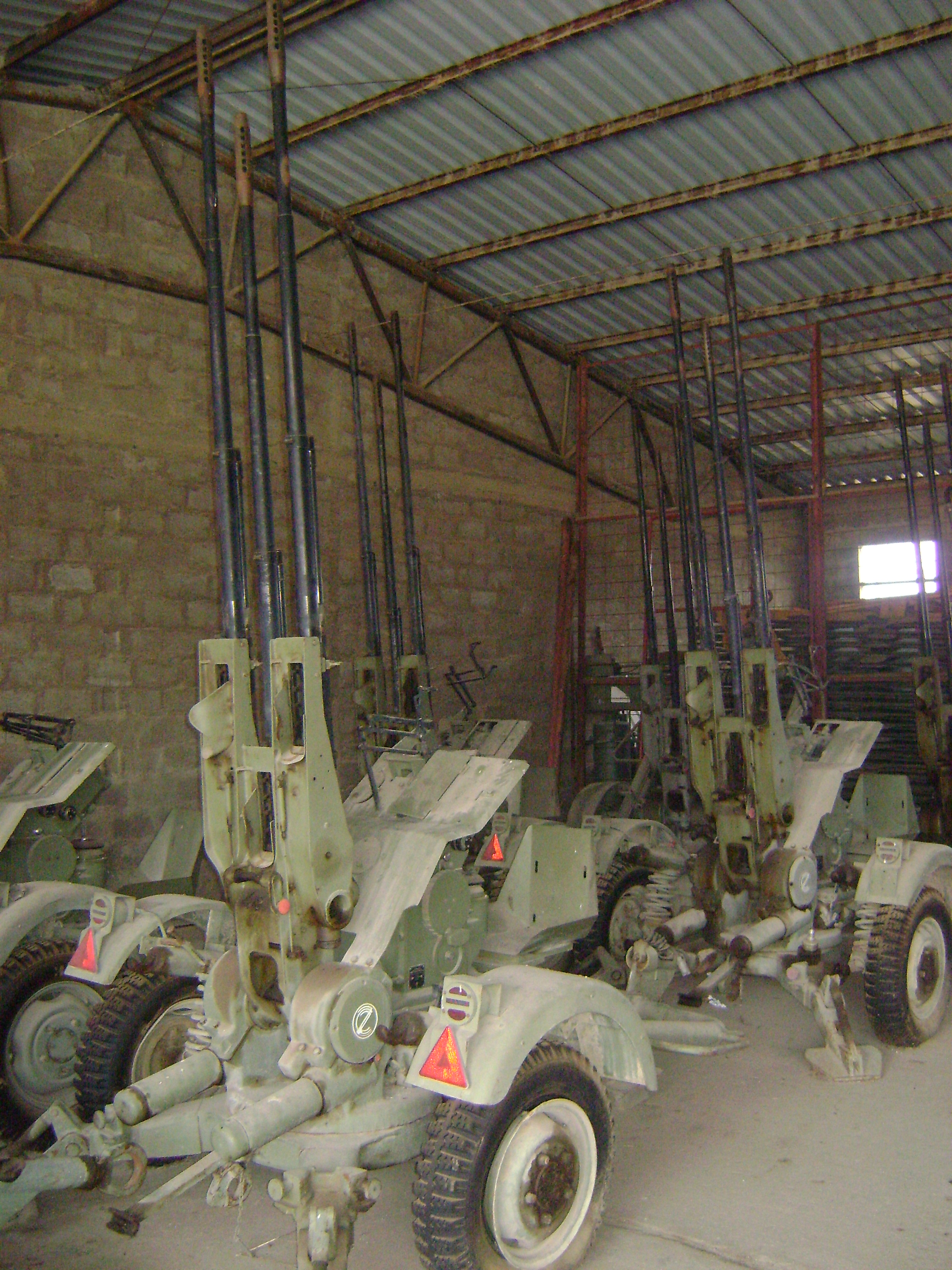
20/3-mm-M55

020 × Mercedes-Benz G-270 Puch
100 × TAM-110 4X4
090 × TAM-130 6X6
068 × TAM-5000 8X8
050 × FAP-2026 6x6
Panzer
085 × M-84 Kampfpanzer
193 × T-55 Kampfpanzer
040 × T-34/85 Kampfpanzer
001 × PT-76 leichter Panzer
120 × M36 Jackson Jagdpanzer
Transport- und Schützenpanzer
001 × BRDM-2
015 × BTR-50
060 × M-80A IFV
040 × M-60P APC
060 × BOV-VP
010 × BTR-80
Panzerartillerie
005 × 2S1 Selbstfahrlafetten
Raketenwerfer
020 × M-63 „Plamen“ („Пламен“)
005 × M-77 „Oganj“ („Огањ“)
Geschütze
Insgesamt 487 Geschütze:
M-56  Jugoslawien
D-30  Sowjetunion
M-46  Jugoslawien
D-20  Sowjetunion
Flugabwehr
000008 × BOV-3/30
000005 × ZSU-57-2 (nicht mehr eingesetzt)
000110 × M53/59 Praga (nicht mehr eingesetzt)
ca. 150 × S-75
ca. 120 × S-125
ca. 070 × 2K12 Kub
20/3-mm-M55

### Luftstreitkräfte
| SOKO J-20 Kraguj                            | Jugoslawien            | 1992–1995  |                                                 | J-20                | 3      | 0     | Genutzt von Paramilitärs       |
| SOKO J-21 Jastreb                           | Jugoslawien            | 1992–2006  | BomberAufklärerTrainerGesamt                    | J-21IJ-21NJ-21      | 92 314 | 42 39 |                                |
| SOKO J-22 Orao                              | Jugoslawien            | 1992–2006  | BomberTrainerGesamt                             | J-22NJ-22           | 12 214 | 7 09  |                                |
| Transportflugzeuge und Verbindungsflugzeuge |                        |            |                                                 |                     |        |       |                                |
| Antonow An-2                                | Polen                  | 1995?–1996 | Transporter/Trainer für Fallschirmjäger         | An-2TD1             | 1      | 0     | Genutzt von Paramilitärs       |
| PZL Wilga                                   | Polen                  | 1992–2003  | STOL Transportflugzeug                          | PZL-104             | 1      | 0     | Zurück in den zivilen Gebrauch |
| Piper PA-18                                 | Vereinigte Staaten     | 1992–2004  | Leichtes Verbindungsflugzeug                    | PA-18-150 Super Cub | 2      | 0     | Zurück in den zivilen Gebrauch |
| Cessna 182                                  | Vereinigte Staaten     | 1992–1995  | Leichtes Verbindungsflugzeug                    |                     | 1      | 0     | Zurück in den zivilen Gebrauch |
| Schulflugzeuge                              |                        |            |                                                 |                     |        |       |                                |
| Soko G-4 Super Galeb                        | Jugoslawien            | 1992–2006  | Bewaffnetes Trainingsflugzeug                   | G-4 / N-62          | 1      | 1     |                                |
| Utva 60                                     | Jugoslawien            | 1992–1995  | Trainingsflugzeug                               | V-50                | 1      | 0     | In den zivilen Gebrauch        |
| Utva 66                                     | Jugoslawien            | 1992–2004  | Trainingsflugzeug                               | V-51                | 2      | 0     | In den zivilen Gebrauch        |
| Utva 75                                     | Jugoslawien            | 1992–2006  | Trainingsflugzeug                               | V-53                | 6      | 2     |                                |
| Zlin Z-526                                  | Jugoslawien            | 1992–1995  | Trainingsflugzeug                               | Z-526 / N-61        | 1      | 0     | In den zivilen Gebrauch        |
| Kampfhubschrauber                           |                        |            |                                                 |                     |        |       |                                |
| Soko Gazelle Gama                           | Frankreich Jugoslawien | 1992–2006  | Panzerabwehrhubschrauber                        | HN-42M/45M          | 12     | 7     |                                |
| Transporthubschrauber                       |                        |            |                                                 |                     |        |       |                                |
| Soko Gazelle                                | Frankreich Jugoslawien | 1992–2006  | Leichter Transport- und Aufklärungshubschrauber | HO-42/45            | 12     | 7     |                                |
| Mil Mi-8                                    | Sowjetunion            | 1992–2006  | Mittlerer Transporthubschrauber                 | Mi-8T               | 12     | 9     |                                |

## Dienstgrade
|                    | Generale                          | Generale                                | Generale                    | Offiziere         | Offiziere               | Offiziere   | Offiziere                       | Offiziere       | Offiziere         | Offiziere               |
| ------------------ | --------------------------------- | --------------------------------------- | --------------------------- | ----------------- | ----------------------- | ----------- | ------------------------------- | --------------- | ----------------- | ----------------------- |
|                    |                                   |                                         |                             |                   |                         |             |                                 |                 |                   |                         |
| Ränge auf Serbisch | Генерал-Пуковник General-Pukovnik | Генерал-Потпуковник General-Potpukovnik | Генерал-Мајор General-Major | Пуковник Pukovnik | Потпуковник Potpukovnik | Мајор Major | Капетан I класе Kapetan I klase | Капетан Kapetan | Поручник Poručnik | Потпоручник Potporučnik |
| Ränge              | Generaloberst                     | Generalleutnant                         | Generalmajor                | Oberst            | Oberstleutnant          | Major       | Hauptmann                       | Hauptmann       | Leutnant          | Unterleutnant           |

|                    | Unteroffiziere                      | Unteroffiziere      | Unteroffiziere                                | Unteroffiziere                | Unteroffiziere                | Unteroffiziere | Mannschaften              | Mannschaften    | Mannschaften        |
| ------------------ | ----------------------------------- | ------------------- | --------------------------------------------- | ----------------------------- | ----------------------------- | -------------- | ------------------------- | --------------- | ------------------- |
|                    |                                     |                     |                                               |                               |                               |                |                           |                 |                     |
| Ränge auf Serbisch | Заставник I класе Zastavnik I klase | Заставник Zastavnik | Старији Водник I класе Stariji Vodnik I klase | Старији Водник Stariji Vodnik | Водник I класе Vodnik I klase | Водник Vodnik  | Млађи водник Mlađi vodnik | Десетар Desetar | Разводник Razvodnik |
| Ränge              | Warrant Officer Erster Klasse       | Warrant Officer     | Stabsfeldwebel                                | Hauptfeldwebel                | Oberfeldwebel                 | Feldwebel      | Unteroffizier             | Gefreiter       | Soldat              |